# Resisting Success
Resisting Success è il primo album discografico del gruppo musicale statunitense Hades, pubblicato nel 1987 dalla Torrid Records e distribuito in Europa dalla Roadrunner Records.

## Il disco
Il disco uscì a quasi un decennio dalla data di fondazione della band e a due anni di distanza dal precedente singolo da cui sono state tratte le canzoni The Cross e Widow's Mite. Le composizioni denotano quindi una certa maturità e sono supportate dalla caratura tecnica piuttosto elevata dei musicisti.
L'album viene spesso considerato dalla critica specializzata come uno dei primi esempi di technical thrash ed un classico dello speed metal.
Il disco è stato ristampato in CD insieme al successivo If at First You Don't Succeed... dalla Mausoleum Records per la compilation Nothing Succeeds like Success pubblicata nel 2005. Nel 2011 ne è uscita una nuova versione edita dalla Cyclone Empire e contenente cinque tracce bonus.

## Tracce
1. The Leaders? – 4:27 (Lorenzo, Tecchio, LePage)
2. On to Iliad – 3:01 (Lorenzo, Paul Smith)
3. Legal Tender – 2:20 (Lorenzo)
4. Sweet Revenge – 4:02 (Lorenzo, Paul Smith)
5. Nightstalker – 5:45 (Lorenzo, Paul Smith)
6. Resist Success – 4:01 (Lorenzo, Tecchio)
7. Widow's Mite (Chapter Eleven) – 3:38 (Lorenzo)
8. The Cross – 3:54 (Lorenzo, Tecchio)
9. Masque of the Red Death – 9:09 (Schulman) – 
I.Red Death
II.The Prince's Master Plan
III. The Masquerade Including The Twelfth Hour And Return Of The Red Death

Tracce bonus CD 2011
1. Gloomy Sunday – 5:30 – tratta dallo split Born to Metalize (Megaforce Records, 1984)
2. The Leaders? (Remix) – 4:33
3. Nightstalker (Rough Mix) – 6:00
4. Easy Way Out – 4:45 – tratta dallo split Born to Metalize (Megaforce Records, 1984)
5. Sledgehammer Press (LePage Version) – 2:54 – registrata nel 2010

## Formazione
- Alan Tecchio – voce
- Dan Lorenzo – chitarra
- Scott LePage – chitarra
- Jimmy Schulman – basso
- Tom Coombs – batteria